# Bret Barberie
Pour les articles homonymes, voir Barberie.
Bret Edward Barberie (né le 16 août 1967 à Long Beach en Californie, États-Unis) est un ancien joueur américain de baseball professionnel ayant évolué dans les Ligues majeures de 1991 à 1996.
Il est connu pour avoir été le premier joueur à frapper un coup sûr pour la franchise des Marlins de la Floride.

## Carrière
Bret Barberie est un choix de 7e des Expos de Montréal en 1988. Il fait ses débuts en 1991.
Joueur d'avant-champ, Barberie a surtout joué au deuxième but, mais également comme troisième but à l'occasion. Après deux années à Montréal, il est laissé sans protection au repêchage d'expansion de 1992 et est sélectionné par les Marlins de la Floride, qui se joignent à la Ligue nationale en 1993. Bret Barberie fera donc partie de l'alignement inaugural de la nouvelle franchise et frappe le 5 avril 1993 le premier coup sûr de l'histoire de l'équipe, dès la première manche du match d'ouverture de la saison contre le lanceur Orel Hershiser des Dodgers de Los Angeles.
Après deux années avec les Marlins, il s'aligne avec les Orioles de Baltimore en 1995 et les Cubs de Chicago en 1996. 
Barberie termine sa carrière dans les majeures avec 388 coups sûrs, 16 circuits, 133 points produits et 163 points marqués. Il a frappé dans une moyenne au bâton de,271 en 479 parties jouées.